# Список университетов и колледжей Шанхая
В данной статье представлен список университетов и колледжей Шанхая (КНР).

## Обозначения
В статье используются следующие обозначения:
- Национальный (МОК): учебное заведение управляемое непосредственно Министерством образования Китая (МОК).
- Муниципальный: учебное заведение управляемое муниципалитетом.
- Частный: частное учебное заведение.
- Независимый: независимое учебное заведение.
- Ω (национальные ключевые университеты[англ.]): университеты имеющие высокий уровень поддержки со стороны центрального правительства КНР.

## Список университетов
| Название                                                  | Китайское название   | Год  | Тип                    | Ссылка                               | Примечания                                                           |
| --------------------------------------------------------- | -------------------- | ---- | ---------------------- | ------------------------------------ | -------------------------------------------------------------------- |
| Фуданьский университет                                    | 复旦大学             | 1905 | Национальный (МОК)     | http://www.fudan.edu.cn/             | Ω участник проектов «211» и «985»                                    |
| Шанхайский университет транспорта                         | 上海交通大学         | 1896 | Национальный (МОК)     | http://en.sjtu.edu.cn/               | Ω (недоступная ссылка) член Лиги C9, участник проектов «211» и «985» |
| Университет Тунцзи                                        | 同济大学             | 1907 | Национальный (МОК)     | http://www.tongji.edu.cn/            | Ω участник проектов «211» и «985»                                    |
| Восточно-Китайский педагогический университет             | 华东师范大学         | 1951 | Национальный (МОК)     | http://www.ecnu.edu.cn/              | Ω участник проектов «211» и «985»                                    |
| Шанхайский университет                                    | 上海大学             | 1922 | Муниципальный          | http://www.shu.edu.cn/               | (недоступная ссылка) участник проекта «211»                          |
| Восточно-китайский университет науки и технологий         | 华东理工大学         | 1952 | Национальный (МОК)     | http://www.ecust.edu.cn/             | Ω                                                                    |
| Университет Дунхуа                                        | 东华大学             | 1951 | Национальный (МОК)     | http://www.dhu.edu.cn/               | Ω                                                                    |
| Шанхайский университет финансов и экономики               | 上海财经大学         | 1917 | Национальный (МОК)     | http://www.shufe.edu.cn/             | Ω участник проекта «211»                                             |
| Шанхайский университет иностранных языков                 | 上海外国语大学       | 1949 | Национальный (МОК)     | http://en.shisu.edu.cn/              | Ω                                                                    |
| Восточно-Китайский университет политических наук и права  | 华东政法大学         | 1952 | Муниципальный          | http://www.ecupl.edu.cn/             |                                                                      |
| Шанхайский педагогический университет                     | 上海师范大学         | 1954 | Муниципальный          | http://www.shnu.edu.cn/              |                                                                      |
| Шанхайский технологический университет                    | 上海理工大学         | 1906 | Муниципальный          | http://www.usst.edu.cn/              |                                                                      |
| Шанхайский морской университет                            | 上海海事大学         | 1909 | Муниципальный          | http://www.shmtu.edu.cn/             | (недоступная ссылка)                                                 |
| Шанхайский океанский университет                          | 上海海洋大学         | 1912 | Муниципальный          | http://www.shou.edu.cn/              |                                                                      |
| Шанхайский университет традиционной китайской медицины    | 上海中医药大学       | 1956 | Муниципальный          | http://www.shutcm.edu.cn/            |                                                                      |
| Шанхайский университет спорта                             | 上海体育学院         | 1952 | Муниципальный          | http://eng.sus.edu.cn/               | (недоступная ссылка)                                                 |
| Шанхайская музыкальная консерватория                      | 上海音乐学院         | 1927 | Муниципальный          | http://www.shcmusic.edu.cn/          | (недоступная ссылка)                                                 |
| Шанхайская театральная академия                           | 上海戏剧学院         | 1945 | Муниципальный          | http://www.sta.edu.cn/               |                                                                      |
| Шанхайский университет международного бизнеса и экономики | 上海对外经贸大学     | 1960 | Муниципальный          | http://www.suibe.edu.cn/             |                                                                      |
| Шанхайский институт электротехники                        | 上海电机学院         | 1953 | Муниципальный          | http://sdju.edu.cn                   | (недоступная ссылка)                                                 |
| Шанхайский университет инженерных наук                    | 上海工程技术大学     | 1978 | Муниципальный          | http://www.sues.edu.cn/              |                                                                      |
| Шанхайский второй политехнический университет             | 上海第二工业大学     | 1960 | Муниципальный          | http://www.sspu.edu.cn/              | (недоступная ссылка)                                                 |
| Шанхайский электротехнический колледж                     | 上海电力学院         | 1951 | Муниципальный          | http://shiep.edu.cn                  | (недоступная ссылка)                                                 |
| Шанхайский университет прикладных наук                    | 上海应用技术大学     | 1978 | Муниципальный          | http://sit.edu.cn                    | (недоступная ссылка)                                                 |
| Шанхайский университет политических наук и права          | 上海政法学院         | 1984 | Муниципальный          | http://www.shupl.edu.cn/             |                                                                      |
| Шанхайский финансовый колледж                             | 上海金融学院         | 1952 | Муниципальный          | http://shfc.edu.cn                   | (недоступная ссылка)                                                 |
| Шанхайский бухгалтерский и финансовый университет Лисинь  | 上海立信会计金融学院 | 1928 | Муниципальный          | http://en.lixin.edu.cn/web/home.aspx | (недоступная ссылка)                                                 |
| Шанхайская бизнес-школа                                   | 上海商学院           | 1950 | Муниципальный          | http://www.sbs.edu.cn/               | (недоступная ссылка)                                                 |
| Шанхайский институт дизайна (КАИ)                         | 上海设计学院         | 1928 | Национальный (МОК, МК) | http://caa.edu.cn                    | (недоступная ссылка)                                                 |
| Шанхайский институт изобразительных искусств              | 上海视觉艺术学院     | 2005 | Частный                | http://siva.edu.cn                   | (недоступная ссылка)                                                 |
| Шанхайский таможенный колледж                             | 上海海关学院         | 1953 | Национальный (другие)  | http://shanghai_edu.customs.gov.cn/  | (недоступная ссылка)                                                 |
| Шанхайский университет Цзяньцяо                           | 上海建桥学院         | 2000 | Частный                | http://www.gench.edu.cn/             |                                                                      |
| Университет Сяньда                                        | 上海杉达学院         | 1992 | Частный                | http://www.sandau.edu.cn/            |                                                                      |
| Шанхайский университет науки и техники                    | 上海科技大学         | 2013 | Муниципальный          | http://shanghaitech.edu.cn           | Сотрудничает (недоступная ссылка) с КАН                              |
| Нью-Йоркский университет в Шанхае                         | 上海纽约大学         | 2012 | NYU и ECNU             | http://shanghai.nyu.edu/             | Совместный (недоступная ссылка) китайско-американский проект         |
| Шанхайский медицинский университет                        | 上海健康医学院       | 2015 | Муниципальный          | https://www.sumhs.edu.cn/            |                                                                      |

### Другие
- Экономический и гуманитарный колледж Сяньда при Шанхайском университете иностранных языков (上海外国语大学 贤达经济人文学院). Независимый.
- Колледж Тяньхуа при Шанхайском педагогическом университете (上海师范大学 天华学院). Независимый.
- Китайско-Европейская международная школа бизнеса[англ.] (中欧国际工商学院). Основана в 1994 году Шанхайским университетом транспорта и Европейским фондом развития менеджмента[англ.] в соответствии с соглашением между правительством Китая и Европейской комиссией.[1]

## Список колледжей
| Название                                                                     | Китайское название       | Год  | Тип                                   | Ссылка                          | Примечания                                                                |
| ---------------------------------------------------------------------------- | ------------------------ | ---- | ------------------------------------- | ------------------------------- | ------------------------------------------------------------------------- |
| Шанхайский спортивный колледж                                                | 上海体育职业学院         | 1984 |                                       | http://www.ssi.edu.cn           | (недоступная ссылка)                                                      |
| Шанхайский Синьцзянский профессиональный колледж                             | 上海行健职业学院         | 2001 |                                       | http://www.shxj.edu.cn/         |                                                                           |
| Шанхайский профессиональный колледж «Аврора»                                 | 上海震旦职业学院         | 1984 | Частный                               | http://www.aurora-college.cn/   |                                                                           |
| Шанхайское художественно-ремесленное училище                                 | 上海工艺美术职业学院     |      |                                       | http://www.shgymy.com/          | НМВПК                                                                     |
| Шанхайский профсоюзный профессиональный колледж управления                   | 上海工会管理职业学院     | 1951 |                                       | http://www.shghxyedu.net/       | (недоступная ссылка)                                                      |
| Шанхайский научно-технический колледж                                        | 上海科学技术职业学院     |      |                                       | http://www.scst.edu.cn/         | (недоступная ссылка)                                                      |
| Шанхайский художественный колледж киноискусства                              | 上海电影艺术职业学院     | 2003 | Частный                               | http://www.shfilmart.com/       |                                                                           |
| Шанхайский морской профессионально-технический колледж                       | 上海海事职业技术学院     |      |                                       | http://www.sma.edu.cn/          | (недоступная ссылка)                                                      |
| Шанхайский профессионально-технический колледж гражданской авиации           | 上海民航职业技术学院     |      |                                       | http://www.scac.sh.cn/          |                                                                           |
| Шанхайский профессионально-технический колледж транспорта                    | 上海交通职业技术学院     |      |                                       | http://www.scp.edu.cn/          | (недоступная ссылка)                                                      |
| Шанхайский профессионально-технический колледж сельского и лесного хозяйства | 上海农林职业技术学院     |      |                                       | http://www.shafc.edu.cn/        |                                                                           |
| Шанхайский профессионально-технический колледж строительства                 | 上海建峰职业技术学院     |      |                                       | http://www.shjf.edu.cn/         |                                                                           |
| Шанхайский Лидский колледж                                                   | 上海立达职业技术学院     | 2003 | Частный                               | http://www.lidapoly.edu.cn/     | (недоступная ссылка)                                                      |
| Шанхайский профессионально-технический колледж Мин Юань                      | 上海民远职业技术学院     | 1999 | Частный                               | http://www.min-yuan.com/        |                                                                           |
| Шанхайский профессионально-технический колледж Цзигуан                       | 上海济光职业技术学院     | 2001 | Частный                               | http://www.shjgxy.com/          |                                                                           |
| Шанхайский профессионально-технический колледж Бангде                        | 上海邦德职业技术学院     | 2002 | Частный                               | http://www.shbangde.com         | (недоступная ссылка)                                                      |
| Шанхайский профессионально-технический колледж Дунхай                        | 上海东海职业技术学院     | 1993 | Частный                               | http://esu.edu.cn/              |                                                                           |
| Шанхайский профессионально-технический колледж Синьцяо                       | 上海新侨职业技术学院     | 1999 | Частный                               | http://www.xq.sh.cn/            |                                                                           |
| Шанхайский профессионально-технический колледж Чжунцяо                       | 上海中侨职业技术学院     | 1993 | Частный                               | http://www.shzq.edu.cn/         |                                                                           |
| Шанхайский профессионально-технический колледж Чжунхуа                       | 上海中华职业技术学院     |      | Частный                               | http://www.zhonghuacollege.com/ | (недоступная ссылка)                                                      |
| Шанхайский профессионально-технический колледж Сибо                          | 上海思博职业技术学院     | 2003 | Частный                               | http://www.edu.shsipo.com/      | НМВПК                                                                     |
| Шанхайский колледж общественной безопасности                                 | 上海公安高等专科学校     | 1949 |                                       | http://www.shpc.edu.cn/         | НМВПК                                                                     |
| Шанхайский колледж туризма                                                   | 上海旅游高等专科学校     | 1979 | Шанхайский педагогический университет | http://www.sit.shnu.edu.cn/     | НМВПК                                                                     |
| Шанхайский индустриально-коммерческий колледж иностранных языков             | 上海工商外国语职业学院   | 2001 | Частный                               | http://www.sicfl.edu.cn/        |                                                                           |
| Шанхайский профессионально-технический колледж электроники и информации      | 上海电子信息职业技术学院 |      |                                       | http://www.stiei.edu.cn/        | (недоступная ссылка)                                                      |
| Шанхайский профессионально-технический колледж городского управления         | 上海城市管理职业技术学院 | 1985 |                                       | http://www.shumc.edu.cn/        |                                                                           |
| Шанхайский колледж Син Вэй                                                   | 上海兴伟学院             | 2011 | Частный                               |                                 | Основан как Шанхайский профессиональный колледж информационных технологий |

## Военные учебные заведения
- Военно-медицинский морской университет[англ.] НОАК (中国人民解放军海军军医大学), также известен как Второй военно-медицинский университет. Основан в 1949 году как Восточно-Китайская медицинская школа.